# Viaduc de Loquélo
Le viaduc de Loquélo a été construit par Louis Harel de la Noë pour les chemins de fer des Côtes-du-Nord. Situé sur la commune de Minihy-Tréguier, au lieu-dit Keroudot, le site qu'il enjambait est aujourd'hui comblé. Il fut utilisé par la ligne de Plouëc-du-Trieux à Tréguier.
Caractéristiques :
- pont à poutre
- Longueur : 74 m
- Hauteur : 13 m
- 5 travées

Ce viaduc a été détruit.